# Nyctimene albiventer
Nyctimene albiventer é uma espécie de morcego da família Pteropodidae. Pode ser encontrada na Indonésia e Papua-Nova Guiné.